# Oreocarya welshii
Oreocarya welshii är en strävbladig växtart som först beskrevs av K.H.Thorne och L.C.Higgins, och fick sitt nu gällande namn av R.B.Kelley. Oreocarya welshii ingår i släktet Oreocarya och familjen strävbladiga växter. Inga underarter finns listade i Catalogue of Life.